# Archaeolemuridae
De Archaeolemuridae zijn een familie van uitgestorven lemuren, die in het Pleistoceen en Holoceen in Madagaskar leefden. Één soort (Archaeolemur edwardsi), overleefde waarschijnlijk tot ongeveer 500 jaar geleden. De bouw van het lichaam, de poten, handen en voeten van de lemuren uit deze familie wijst er op dat ze meer op de grond leefden dan andere halfapen, hoewel ze ook konden klimmen.

## Indeling
De Archaeolemuridae zijn de zustergroep van de klade van Palaeopropithecidae en Indriidae. De familie bestaat uit twee geslachten:
- Archaeolemur
- Hadropithecus